# 中华人民共和国国务院组成人员
现行《中华人民共和国宪法》第八十六条和《中华人民共和国国务院组织法》第五条规定，中华人民共和国国务院现由下列人员组成：
- 总理
- 副总理若干人
- 国务委员若干人
- 各部部长
- 各委员会主任
- 中国人民银行行长
- 审计长
- 秘书长

现行《宪法》未提到中国人民银行行长一职，《国务院组织法》则提到中国人民银行行长一职。
国务院全体会议由全体国务院组成人员组成。

## 法律规定
中华人民共和国宪法
　　第八十六条　国务院由下列人员组成：
总理，
副总理若干人，
国务委员若干人，
各部部长，
各委员会主任，
审计长，
秘书长。
　　国务院实行总理负责制。各部、各委员会实行部长、主任负责制。
　　国务院的组织由法律规定。
　　第八十七条　国务院每届任期同全国人民代表大会每届任期相同。
　　总理、副总理、国务委员连续任职不得超过两届。

中华人民共和国国务院组织法
　　第五条　国务院由总理、副总理、国务委员、各部部长、各委员会主任、中国人民银行行长、审计长、秘书长组成。
　　国务院实行总理负责制。总理领导国务院的工作。
　　副总理、国务委员协助总理工作，按照分工负责分管领域工作；受总理委托，负责其他方面的工作或者专项任务；根据统一安排，代表国务院进行外事活动。

国务院工作规则
第二章　组成人员职责
　　四、国务院组成人员要履行宪法和法律赋予的职责，执政为民，忠于职守，求真务实，勤勉廉洁。
　　五、国务院实行总理负责制，总理领导国务院的工作。副总理、国务委员协助总理工作。
　　六、总理召集和主持国务院全体会议和国务院常务会议。国务院工作中的重大事项，必须经国务院全体会议或国务院常务会议讨论决定。
　　七、副总理、国务委员按分工负责处理分管工作。受总理委托，负责其他方面的工作或专项任务，并可代表国务院进行外事活动。
　　八、秘书长在总理领导下，负责处理国务院的日常工作。
　　九、总理出国访问期间，由负责常务工作的副总理代行总理职务。
　　十、各部、各委员会、人民银行、审计署实行部长、主任、行长、审计长负责制，由其领导本部门的工作。
　　各部、各委员会、人民银行、审计署根据法律和国务院的行政法规、决定、命令，在本部门的职权范围内，制定规章，发布命令。审计署在总理领导下，依照法律规定独立行使审计监督职能，不受其他行政机关、社会团体和个人的干涉。
　　国务院各部门要各司其职，各尽其责，顾全大局，精诚团结，维护政令统一，切实贯彻落实国务院各项工作部署。

## 产生程序和任期
- 国务院总理由中华人民共和国主席提名，全国人民代表大会决定，再由国家主席根据全国人大的决定任免。
- 国务院副总理、国务委员、各部部长、各委员会主任、审计长、秘书长的人选由国务院总理提名，全国人大决定，国家主席任免；在全国人民代表大会闭会期间，根据国务院总理的提名，由全国人民代表大会常务委员会决定部长、委员会主任、审计长、秘书长的人选，国家主席任免。
- 国务院每届任期5年；总理、副总理、国务委员连续任职不得超过两届。

## 现任国务院组成人员
根据《中华人民共和国宪法》，国务院由总理、副总理、国务委员、各部部长、各委员会主任、审计长、秘书长组成，实行总理负责制。现任国务院总理是李强，副总理是丁薛祥、何立峰、张国清、刘国中。目前，国务院组成人员大部分由执政党中国共产党党员担任，此外来自参政党九三学社的有生态环境部部长黄润秋。2018年3月深化党和国家机构改革后，除国务院办公厅外，国务院设置26个组成部门。各部委实行部长负责制，这些部长往往兼任本部中共党组（委）书记，但部分部门的党组（委）书记为另外委派。目前為止，国务院组成部门负责人中任职时间最长的是生态环境部部长黄润秋，自2020年4月29日任部长起，迄今5年1天。目前任职时间最短的是工业和信息化部部长李乐成，自2025年4月30日任部长起，迄今0天。